# Deventer (gemeente)
Deventer is een gemeente in het zuidwesten van de Nederlandse provincie Overijssel. Met 103.405 inwoners (per 22 november 2024) was Deventer de 32e gemeente in Nederland die het inwoneraantal van 100.000 overschreed. Deventer is (na Enschede en Zwolle) de derde gemeente van Overijssel en de op een na grootste gemeente van Salland.

## Geografie
De gemeente Deventer heeft een oppervlakte van 134,37 km² en heeft als hoofdplaats de gelijknamige stad Deventer, die ongeveer 80.000 inwoners heeft. Andere grote kernen binnen de gemeentegrenzen zijn Bathmen (circa 5.500 inwoners), Diepenveen (circa 4.800 inwoners) en Schalkhaar (circa 6.000). De gemeente grenst in het noordwesten aan de gemeente Olst-Wijhe, in het noordoosten aan Raalte, in het oosten aan Rijssen-Holten, in het zuiden aan Lochem (Gelderland) en in het westen aan Voorst (Gelderland).

## Demografie
In 2004 had de toenmalige gemeente Deventer 92.142 inwoners en de gemeente Bathmen had er nog eens 5.328. Volgens de telling van het Centraal Bureau voor de Statistiek telde de totale gemeente Deventer op 22 november 2024 een inwoneraantal van 103.405; het aantal van 100.000 inwoners werd in september 2018 bereikt.
| Plaatsnaam          | 2009   | 2010   | 2011   | 2012   | 2013   | 2014   | 2019   |
| ------------------- | ------ | ------ | ------ | ------ | ------ | ------ | ------ |
| Deventer *          | 80.570 | 81.120 | 81.425 | 81.250 | 81.045 | 80.660 | 82.885 |
| Bathmen             | 4.290  | 4.375  | 4.405  | 4.435  | 4.450  | 4.460  | 4.454  |
| Schalkhaar          | 4.690  | 4.715  | 4.660  | 4.715  | 4.820  | 5.015  | 5.225  |
| Diepenveen          | 4.400  | 4.380  | 4.350  | 4.340  | 4.305  | 4.270  | 4.399  |
| Lettele             | 560    | 575    | 595    | 595    | 605    | 595    | 663    |
| Okkenbroek          | 290    | 295    | 295    | 310    | 315    | 285    | 295    |
| Buurtschappen       |        |        |        |        |        |        |        |
| Dortherhoek         | 200    | 200    | 205    | 205    | 210    | 225    | 219    |
| Averlo en Frieswijk | 480    | 465    | 460    | 450    | 450    | 455    | 470    |
| Loo                 | 720    | 720    | 690    | 710    | 705    | 685    | 713    |
| Oude Molen          | 110    | 105    | 105    | 105    | 105    | 110    | 111    |
| Rande               | 140    | 145    | 145    | 140    | 130    | 130    | 119    |
| Tjoene              | 200    | 195    | 210    | 210    | 205    | 200    | 201    |
| Zuidloo             | 270    | 270    | 255    | 255    | 255    | 245    | 266    |
| Totaal              | 97.890 | 98.525 | 98.735 | 98.670 | 98.580 | 98.320 | 99.990 |

* inclusief Colmschate (officiële kern) en De Hoven met het buitengebied op de westelijke oever van de IJssel.

## Politiek en bestuur

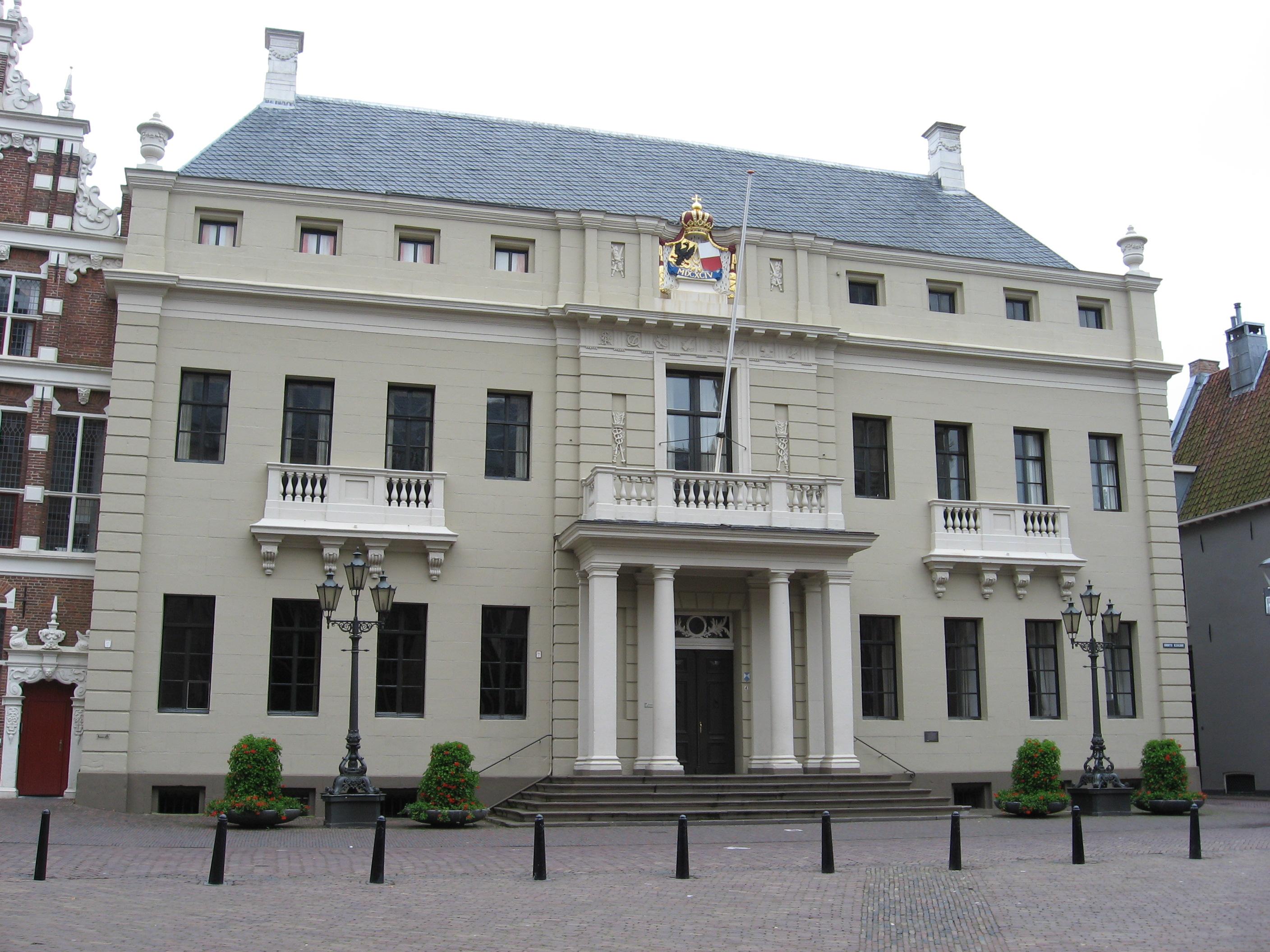
Voorgevel van het stadhuis van Deventer

### Gemeenteraad
Bij de herindelingsverkiezingen van 17 november 2004 werd een college van burgemeester en wethouders gekozen voor de periode 2005-2010. Deze gemeenteraadsverkiezing was eerder dan in de rest van Nederland, omdat de gemeente Deventer samengevoegd werd met de toenmalige gemeente Bathmen. De verkiezingen van maart 2006 werden derhalve overgeslagen. Omdat de gemeente de grens van 100.000 inwoners is gepasseerd, zijn er vanaf 2022 39 zetels te verdelen, twee meer dan de jaren ervoor.
De laatste verkiezingen leverden de volgende zetelverdeling op:
| Partij                                           | 2004 | 2010 | 2014 | 2018 | 2022 |
| ------------------------------------------------ | ---- | ---- | ---- | ---- | ---- |
| Gemeentebelang (v/h Algemeen Plattelands Belang) | 5    | 4    | 7    | 7    | 9    |
| GroenLinks                                       | 6    | 4    | 3    | 5    | 6    |
| PvdA                                             | 10   | 7    | 6    | 6    | 5    |
| VVD                                              | 4    | 5    | 4    | 6    | 4    |
| D66                                              | 2    | 6    | 5    | 4    | 4    |
| Deventer Belang                                  | 2    | 3    | 2    | 3    | 3    |
| CDA                                              | 5    | 4    | 3    | 2    | 3    |
| ChristenUnie                                     | 1    | 1    | 2    | 1    | 1    |
| DeventerNu                                       | -    | -    | 1    | 1    | 1    |
| DENK                                             | -    | -    | -    | 1    | 1    |
| Deventer Sociaal                                 | -    | -    | -    | 1    | 1    |
| SP                                               | 2    | 2    | 4    | -    | 1    |
| Trots op Nederland                               | -    | 1    | -    | -    |      |
| Totaal                                           | 37   | 37   | 37   | 37   | 39   |

### College van B&W
Het college van burgemeester en wethouders bestaat uit zes personen. De voorzitter van het college van B&W is burgemeester:
- Ron König (D66), portefeuille:
 Algemeen Bestuur, Openbare Orde en Veiligheid, Handhaving en Toezicht, Burger en Bestuur & Publieke Dienstverlening, DOWR / Bedrijfsvoering / Digitalisering / ICT, Omgevingsdienst, Hanze. Project: Deventer 2040. Wijkwethouder de dorpen/het buitengebied.  Hij bekleedt de functie sinds 11 juli 2018.

Deventer heeft na de verkiezingen van 2022 een coalitie met een meerderheid van 21 van de 39 raadszetels. De volgende vijf personen zijn wethouders van de gemeente Deventer:
- Liesbeth Grijsen (Gemeentebelang), sinds 19 juli 2023 opgevolgd door Lars Wijnhoud (Gemeentebelang). Portefeuille:
 Financiën (Wethouder Grijsen, tot 1 januari 2023), Ruimtelijke Ontwikkeling en Omgevingswet, Gebiedsontwikkeling, Participatie, Wmo, WijDeventer en Wijk- en Dorpsgericht werken. Projecten: Gebiedsontwikkeling Centrumschil en Bathmen, de Kien. Wijkwethouder De Vijfhoek en Colmschate (Noord).
- Marcel Elferink (Gemeentebelang), portefeuille: Financiën (vanaf 1 januari 2023), Leefomgeving, Mobiliteit, Plattelandsbeleid en Regionale Samenwerking. Project: Right to Challenge. Wijkwethouder Colmschate-Zuid en Voorstad.
- Rob de Geest (PvdA), portefeuille:
Werk en Inkomen, Wonen en Herstructurering, Vastgoed en Grondposities, Gezondheid en Sport, Buurtvoorzieningen, Asiel en Inburgering, Mantelzorg en Vrijwilligers en Inclusie. Projecten: Stadshof, Wonen boven Winkels, Wonen en Voorzieningen, Gebiedsontwikkeling Keizerslanden en Lettele, Deventer 2040, Salland United. Wijkwethouder Rivierenwijk en Keizerslanden.
- Jaimi van Essen (D66), portefeuille:
 Energie, Duurzaamheid en Milieu, Economie, Haven en Bedrijventerreinen, Binnenstad, Internationaal beleid, Recreatie en Toerisme, Deventer Marketing. Projecten: A1 Bedrijvenpark Deventer, Poort van Deventer, Toekomstbestendige Bedrijventerreinen (TBBT). Wijkwethouder Binnenstad en De Hoven.
- Ilse Duursma (CDA), portefeuille:
Jeugd en Onderwijs, Cultuur en Evenementen, Erfgoed en Monumentenzorg, Personeel en Organisatie en Beschermd Wonen. Project: Burgerweeshuis. Wijkwethouder Borgele-Platvoet en Zandweerd.

### Stadskantoor
Een kwestie die de gemeenteraad en de publieke opinie in Deventer sinds 2006 heeft bezighouden was de huisvesting van de gemeentelijke ambtenaren en publieksdiensten in een (nieuw) stadskantoor aansluitend op het oude stadhuis van Deventer. In 2009 viel het college erover. Eind januari 2012 keurde het college een aangepast ontwerp voor het nieuwe stadskantoor van architect Michiel Riedijk goed. Uit een twee weken later gehouden telefonische 'volkspeiling' zou echter zijn gebleken dat slechts 13% van de Deventer bevolking achter de plannen stond. Op 21 maart dat jaar stemde een ruime meerderheid van de gemeenteraad vóór het stadskantoor. In oktober 2013 oordeelde de Raad van State positief over de komst van het stadskantoor, nadat er bezwaren waren gemaakt. Op 6 december van dat jaar werd de officiële openingshandeling voor de bouw verricht. In december 2015 was het complex afgebouwd en trok het gemeentepersoneel erin. In november 2017 ontving de architect de Abe Bonnemaprijs voor het ontwerp.

### Stedenbanden
Deventer is sinds 2007 partnerstad met Sibiu in Roemenië. Contacten zijn er al sinds 1989. De jumelage met Tartu in Estland werd in 2007 opgezegd.

### Regionale samenwerking
De gemeente Deventer maakt onderdeel uit van het gemeenschappelijk orgaan Stedendriehoek, een samenwerkingsverband met zes gemeenten in de aangrenzende provincie Gelderland, en de provincies Gelderland en Overijssel.

## Cultuur

### Monumenten
In de gemeente Deventer bevinden zich honderden rijks- en gemeentelijke monumenten:
- Lijst van rijksmonumenten in Deventer (gemeente)
- Lijst van gemeentelijke monumenten in Deventer (gemeente)

Ook zijn er een aantal oorlogsmonumenten, zie:
- Lijst van oorlogsmonumenten in Deventer

## Aangrenzende gemeenten
| Aangrenzende gemeenten | Aangrenzende gemeenten | Aangrenzende gemeenten | Aangrenzende gemeenten | Aangrenzende gemeenten |
| ---------------------- | ---------------------- | ---------------------- | ---------------------- | ---------------------- |
|                        |                        | Olst-Wijhe             |                        | Raalte                 |
|                        |                        |                        |                        |                        |
| Voorst (Gld)           | Rijssen-Holten         |                        |                        |                        |
|                        |                        |                        |                        |                        |
|                        |                        | Lochem (Gld)           |                        |                        |